# Christian Lépine
Christian Lépine (Montréal, 18 september 1951) is een Canadees geestelijke van de Rooms-Katholieke Kerk.
Lépine werd op 7 september 1983 priester gewijd. Op 11 juli 2011 werd hij benoemd tot hulpbisschop van Montréal en titulair bisschop van Zaba. Zijn bisschopswijding vond plaats op 10 september 2011. 
Lépine werd op 20 maart 2012 benoemd tot aartsbisschop van Montréal als opvolger van Jean-Claude Turcotte die met emeritaat was gegaan.
- Bibliothèque nationale de France: cb125137454 (data)
- International Standard Name Identifier: 0000 0000 7362 7008
- Réseau des bibliothèques de Suisse occidentale: 02-A003540689
- Système universitaire de documentation: 034375465
- Virtual International Authority File: 54254451
- WorldCat: E39PBJqqmy7WK4Vqgyghjqq84q